# Djursborg 13

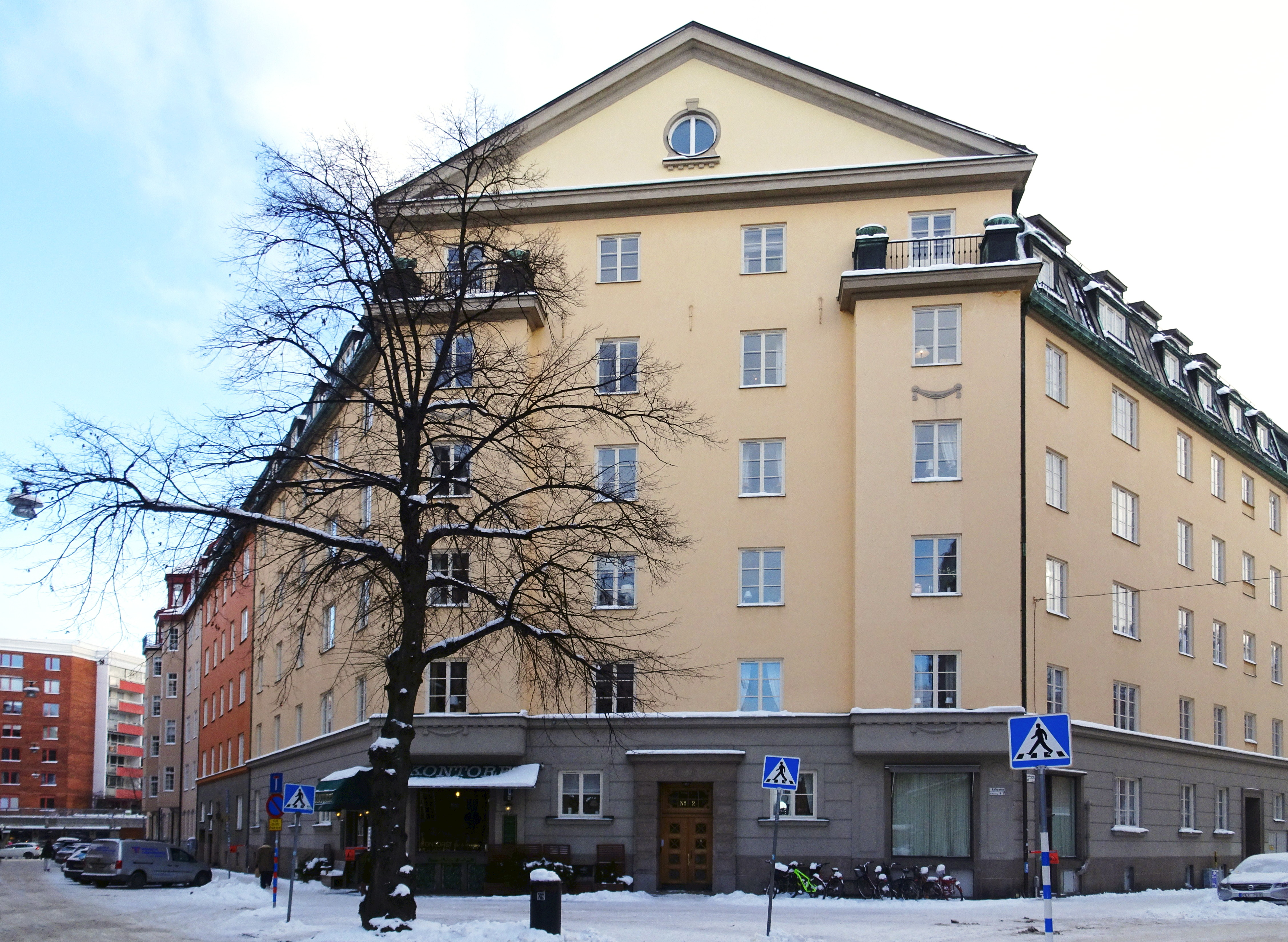
Djursborg 13 sedd från Östermalmsgatan, februari 2021.

Djursborg 13 är en kulturhistoriskt värdefull bostadsfastighet i kvarteret Djursborg vid hörnet Bältgatan 2 / Östermalmsgatan 93 på Östermalm i Stockholm. Byggnaden är grönmärkt av Stadsmuseet i Stockholm vilket innebär att den bedöms vara "särskilt värdefulla från historisk, kulturhistorisk, miljömässig eller konstnärlig synpunkt".

## Bakgrund

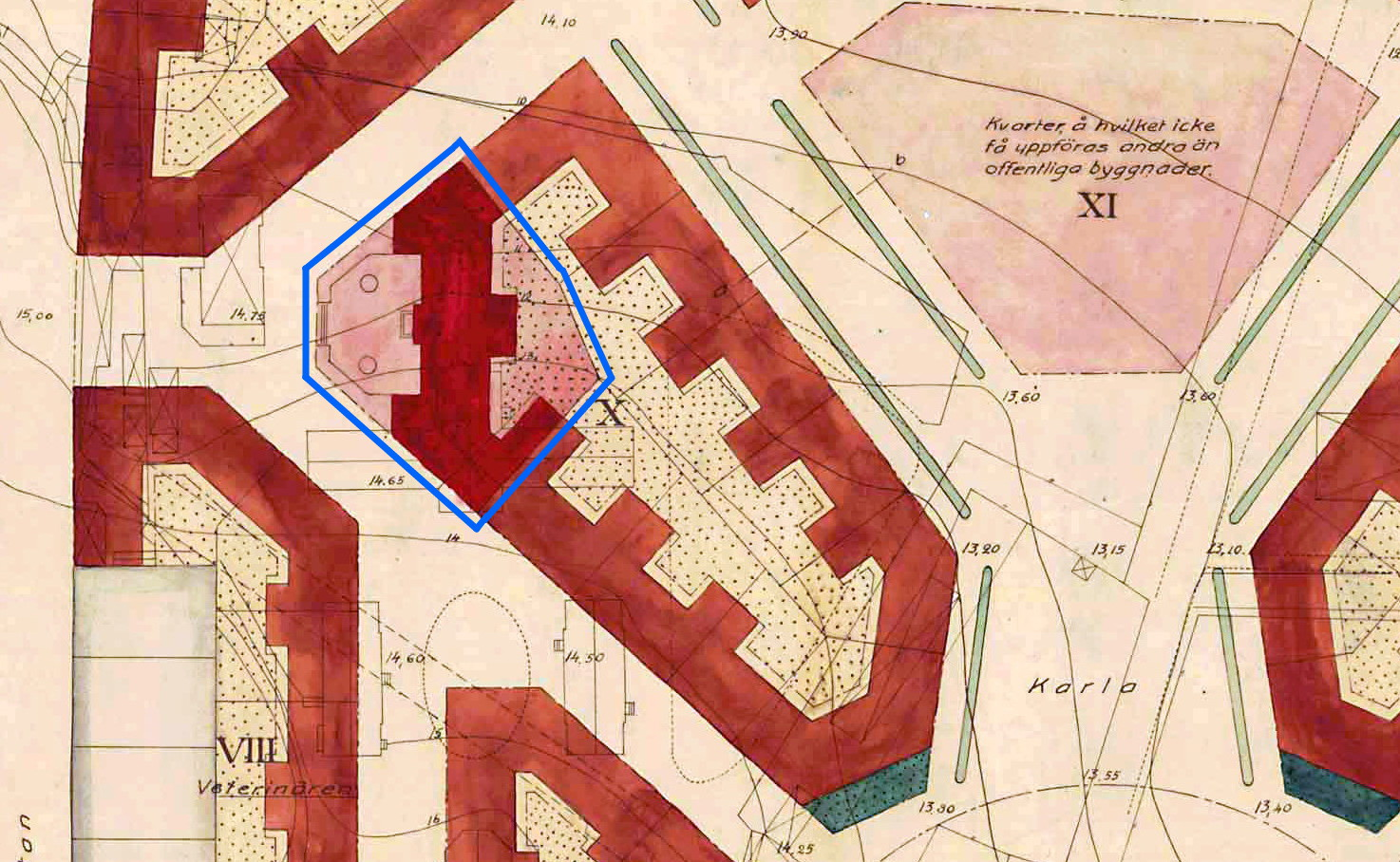
Del av Hallmans stadsplan från 1911, Djursborg 13 i blå ram.

Djursborg 13 utgör den västra avslutningen av kvarteret Djursborg. Enligt stadsplanen för norra Karlaplan, upprättad 1911 av stadsplanearkitekten Per-Olof Hallman, utlades fastigheten Djursborg och pendangen Trumslagaren 15 i kvarteret Trumslagaren som ”kvartersmark för monumentalbyggnader”. De skulle båda som fondbyggnader för Östermalmsgatan mot öster respektive Wittstocksgatan mot väster, vilket gav dem, enligt Stadsmuseets byggnadsinventering för Östermalm från 1986, en ”mycket speciell roll i gatubilden”. I de båda gatornas förlängning reser sig Engelbrektskyrkan i väster och Gustav Adolfskyrkan i öster.
Byggarbetena i kvarteret började redan 1912 men första världskriget fördröjde start och färdigställande för flera projekt, bland dem Djursborg 13 som uppfördes först 1924–1925. Beställare och byggmästare var Nils Petrus Althin som anlitade arkitekt Josef Östlihn att gestalta huset. För husets betongkonstruktioner stod Granit & Beton AB. Althin bedrev mellan 1882 och 1925 en omfattande byggverksamhet i Stockholm. Han stod även som byggherre och byggmästare för grannhusen Djursborg 12 och 14.
År 1915 hade en ny stadsplan vunnit laga kraft, men Per-Olof Hallmans intention med Djursborg 13 och Trumslagaren 15 som ”fondbyggnader” fullföljdes, troligen beroende på att stadsarkitekten Sigurd Westholm ville fullfölja den ursprungliga idén.

### Exteriör

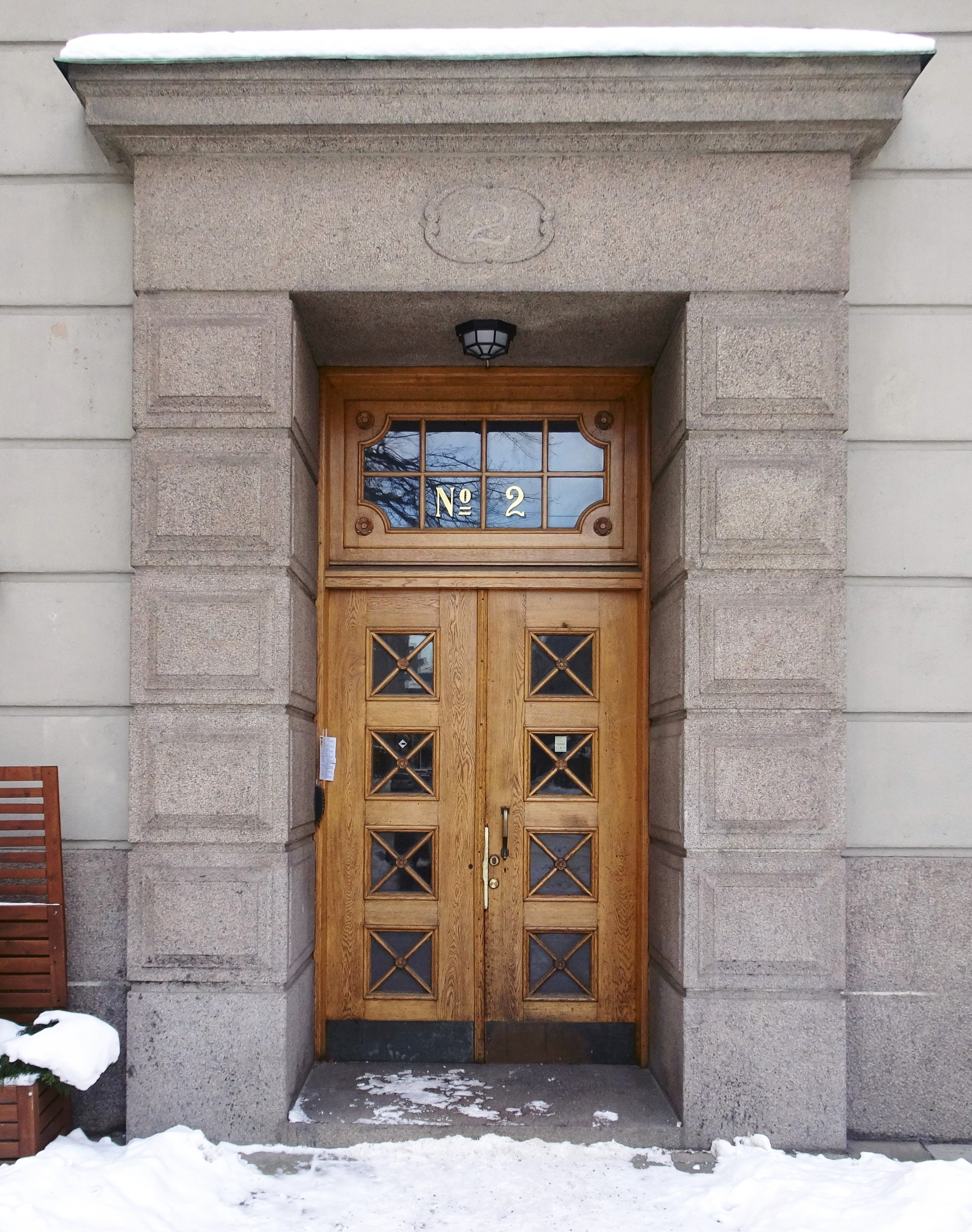
Entré Bältgatan 2.

Huset uppfördes i fem våningar, en indragen takvåning samt hel källare. Grundförstärkningen utfördes med betongpålar till fast berg. Mittpartiet mot Östermalmsgatan markerades västerut av en hög portal, två burspråk med girlander i relief som dekor samt en stor gavelfronton med ett runt fönster i centrum. I höjd med bottenvåningen utfördes fasaden i bandrusticering däröver i gulfärgad slätputs. Stilen motsvarar den vid tiden rådande 1920-talsklassicism, här i tillbakahållen utföring. Genom att det västra hörnet av tomten är avskuret bildades en liten trädplanterad förplats.

### Interiör
Huvudentrén är från Bältgatan 2 (dåvarande Storabältgatan 2) och gestaltades i stram klassicism med en hög port och ett överljus, båda av ek och glasade. Den något indragna porten omges av en kraftfull portal i röd granit. Entréhallen innanför har en hög bröstning av röd marmor och därovan marmoreringsmålade väggar i mörkgrön kulör. Golvet är av vit marmor och taket avslutas mot väggarna med profilerade lister samt målad äggstavsmotiv. I trapphallen är väggarna vattrade i gröna nyanser meden klassicerande bård. Huvudtrapphuset har steg av vit marmor och en hiss i trappspindeln. Våningsplanerna har väggar ytbehandlade som i trapphallen samt målade pilastrar och urnmotiv ovanför lägenhetsdörrarna. På innergården fanns planteringar.
Vid invigning 1926 var lägenhetsfördelningen två, sex och nio rum och kök. Hyresgästerna var den välbeställda borgarklassen vilket framgår av deras yrken som skeppsredare, ingenjör och grosshandlare. I de största lägenheterna ingick även jungfrurum, en rymlig hall med öppen spis samt ett serveringsrum. Köksavdelningen med jungfrurum och serveringsgång nådes via en separat kökstrappa från Bältgatan 4 respektive Östermalmsgatan 93. På bottenvåningen fanns även ett portvaktsrum och en mindre butik på vardera sidan om huvudentrén. I den vänstra ligger numera Kontoret Restaurang & Bar. 1929 anordnades ett parkeringsgarage i en del av källarplanen och år 2000 inreddes den övre vinden med två lägenheter. I dag ägs fastigheten av bostadsrättsföreningen Djursborg 13 som bildades 1985 och förvaltar 28 lägenheter med storlekar mellan 32,5 m² och 301 m². I mars 2018 såldes en lägenhet om 6½ rum och kök (254 m²) för 23,6 miljoner kronor.

### Originalritningar från 1924

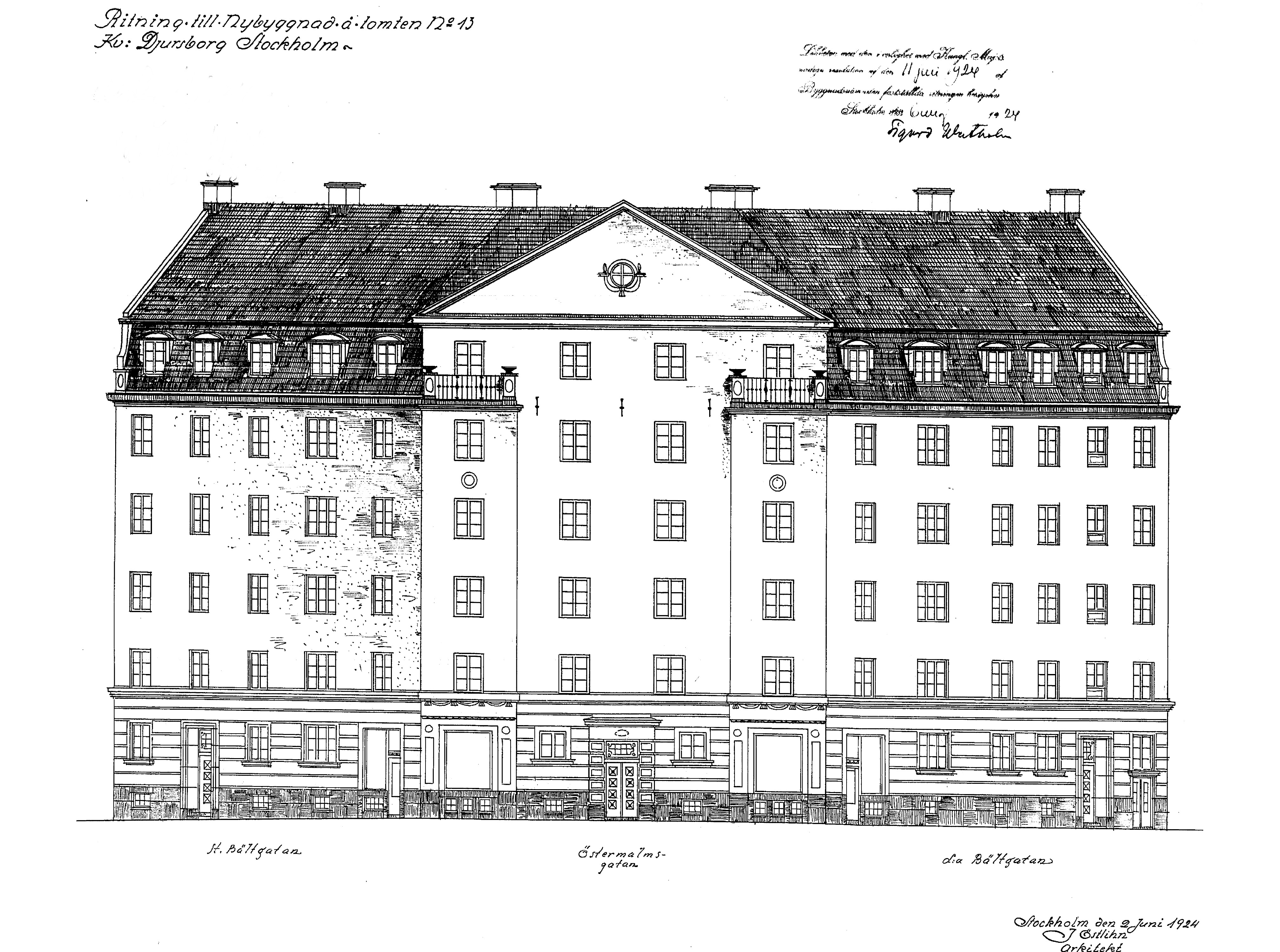
Fasad mot gatan.
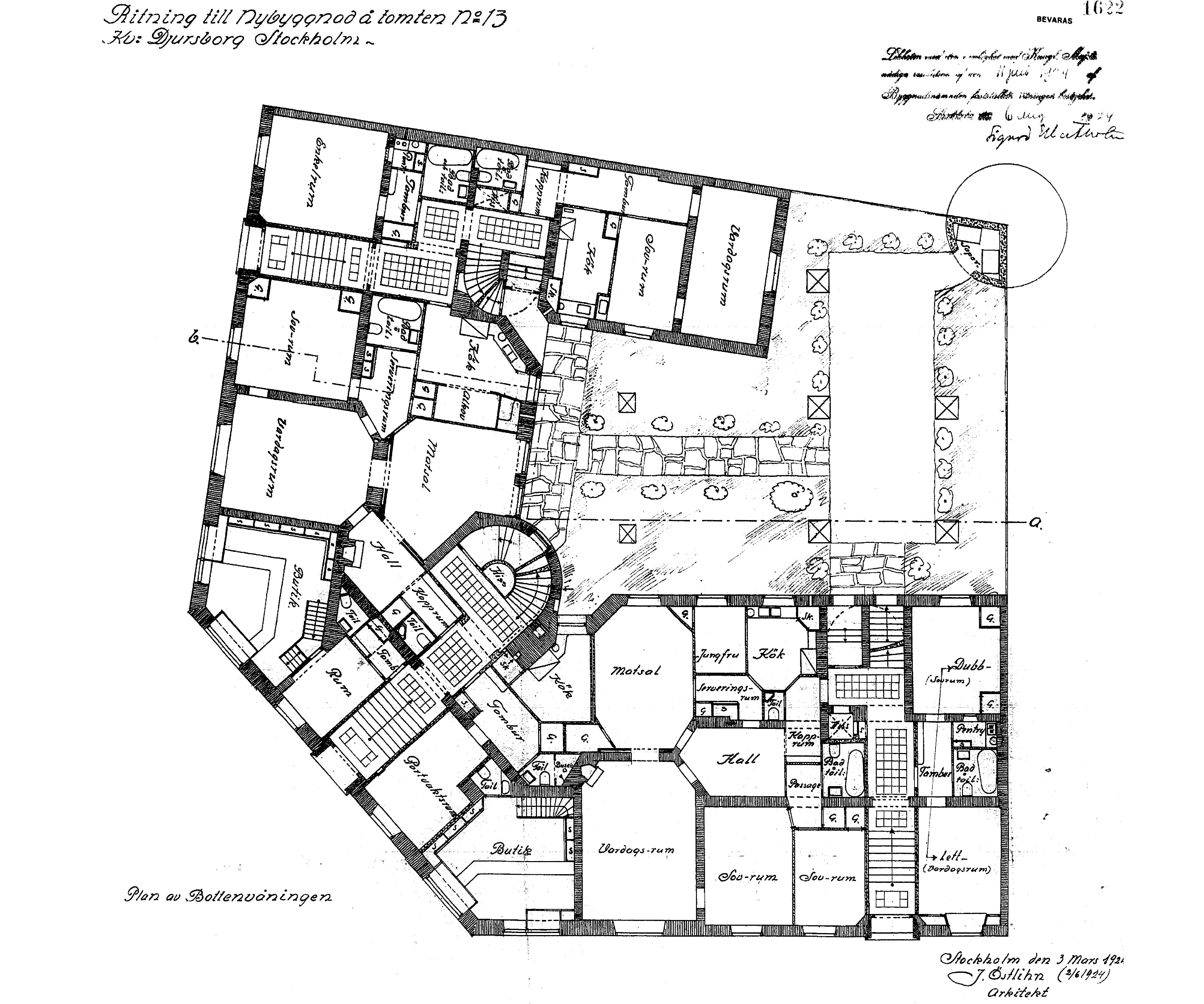
Bottenvåning.
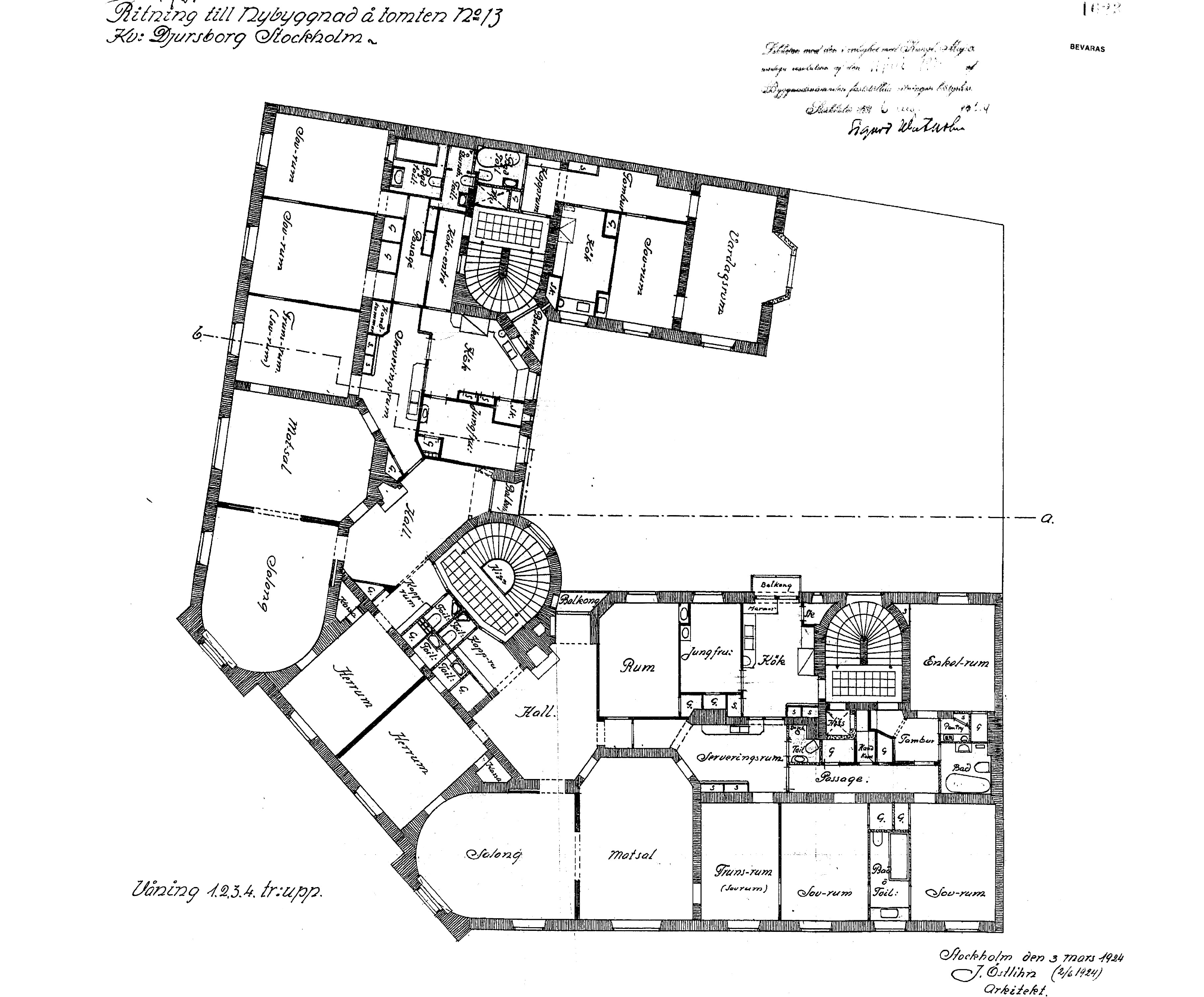
Våning 1–4 trappor.
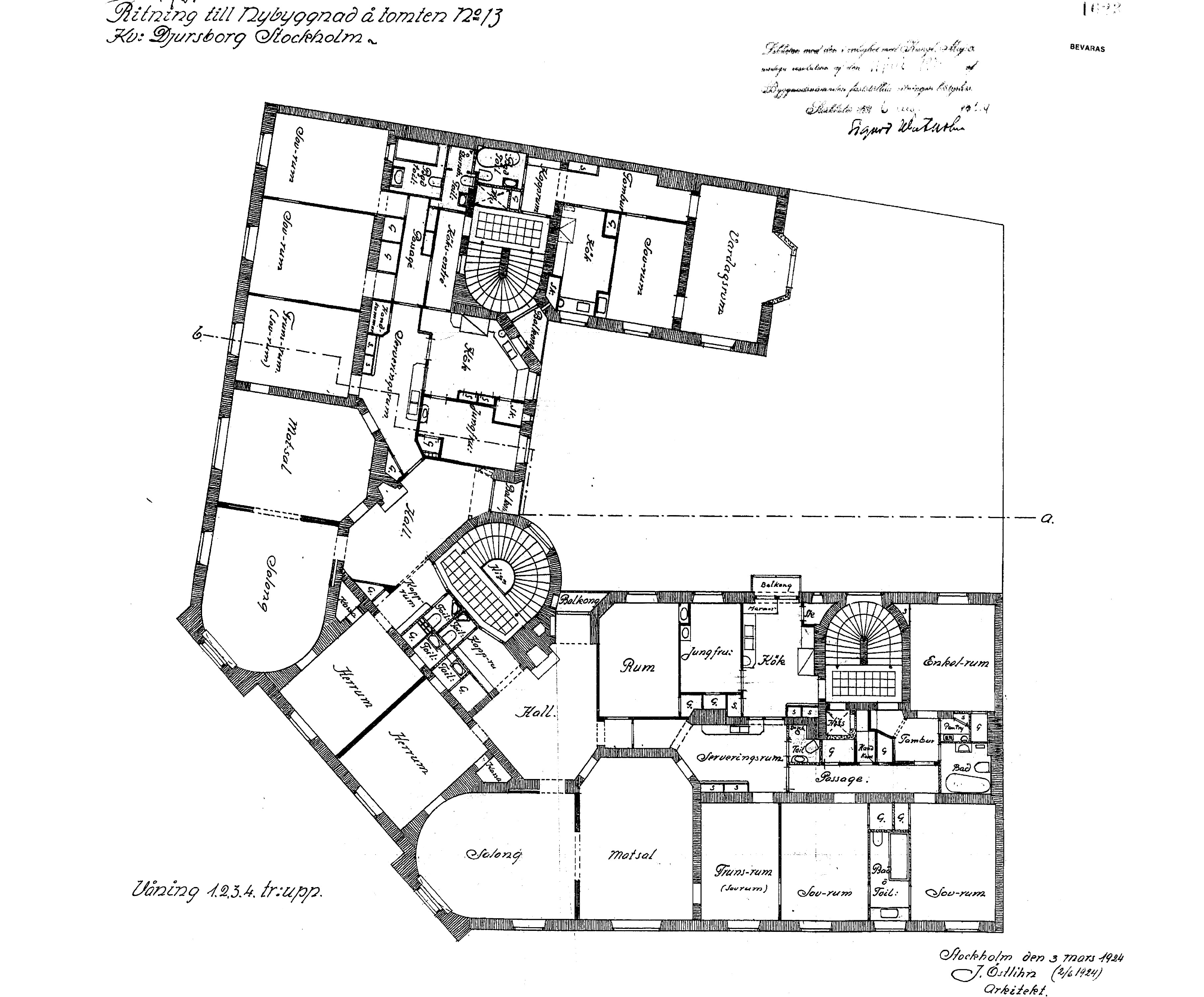
Vindsvåning.
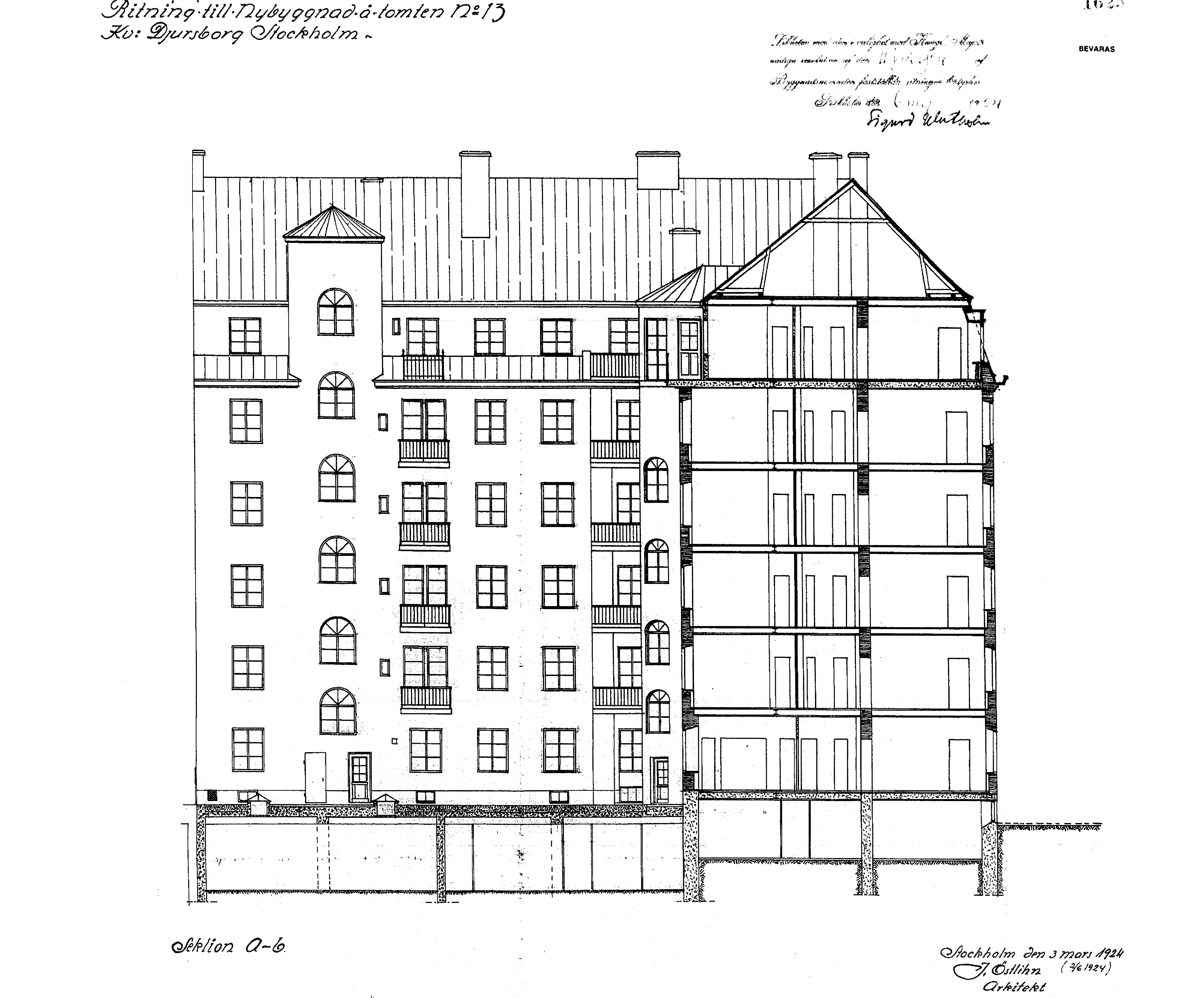
Sektion och gårdsfasad.